# Arrowwood (Alberta)
Arrowwood est un village (village) du Comté de Vulcan, situé dans la province canadienne d'Alberta.

## Démographie
En tant que localité désignée dans le recensement de 2011, Arrowwood a une population de 188 habitants dans 70 de ses 74 logements, soit une variation de -14.9% avec la population de 2006. Avec une superficie de 0,657 0 km2, village possède une densité de population de 286,149 2 hab/km2 en 2011.
Concernant le recensement de 2006, Arrowwood abritait 221 habitants dans 75 de ses 80 logements. Avec une superficie de 0,657 0 km2, village possédait une densité de population de 336,4 hab/km2 en 2006.
| 2001 | 2006 | 2011 | 2016 |
| ---- | ---- | ---- | ---- |
| 196  | 221  | 188  | 207  |